# Haldeman (Kentucky)
Haldeman è una delle 13 comunità non incorporate situate nella contea di Rowan, nel Kentucky, negli Stati Uniti d'America. Si trova circa 9,6 Km (6 miglia) a nord-est della città più grande di Rowan, Morehead, .

## Storia
Haldeman è stata fondata nel 1907 da LP Haldeman per ospitare i lavoratori della sua Kentucky Firebrick Company. 15 anni dopo, nel 1922, un secondo e più efficiente stabilimento per la produzione di mattoni fu aperto ad Haldeman. Si stima che diverse centinaia di lavoratori siano stati impiegati in questi stabilimenti quando erano in funzione. Poco dopo la seconda guerra mondiale l'impianto originario venne chiuso e nel 1958 anche il secondo cessò le attività, interrompendo quindi tutte le attività di produzione di laterizi della comunità. Insieme alle fabbriche di mattoni era presente anche una scuola costruita nel 1936, che è stata infine chiusa nel 1991 e parzialmente distrutta dall'incendio appiccato da un piromane il 28 settembre 2007. L'ufficio postale è stato costruito all'inizio della formazione delle città ed è stato operativo dal 1907 al 1997.